# Зеленокам'яні породи
Зеленокам'яні породи (рос. зеленокаменные породы, англ. greenstones, нім. Grünsteine, Grünsteingesteine n pl) — загальна назва основних, рідше ультраосновних і середніх магматичних гірських порід, породоутворюючі мінерали яких внаслідок низькотемпературного регіонального метаморфізму були заміщені серпентином, хлоритом, актинолітом, епідотом, що обумовило їх зелений колір. Тією чи іншою мірою З.п. зберігають реліктові структури початкових ефузивних та інтрузивних порід. Звичайні для рухомих (складчастих) зон земної кори (Урал, Кавказ тощо), а також зеленокам'яних поясів докембрію (Півд. Африка, Австралія та ін.). Зеленокам'яні породи — один з пошукових критеріїв на мідно-колчеданові родовища.